# انایور، مادوریا
انایور، مادوریا (به انگلیسی: Anaiyur, Madurai) یک منطقهٔ مسکونی در هند است که در تامیل نادو واقع شده‌است.

## خصوصیات
انایور ۶۲٬۸۲۷ نفر جمعیت دارد.